# Terror lila

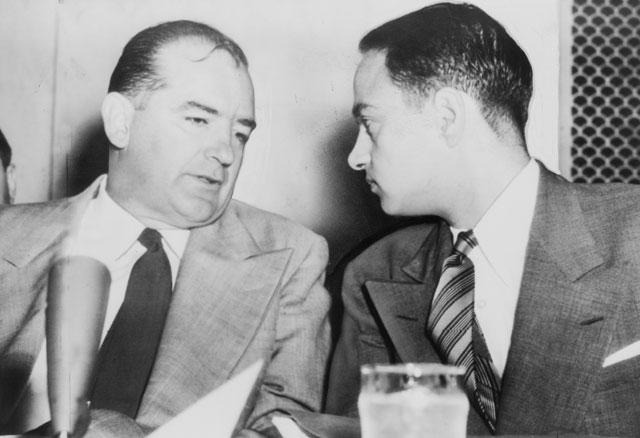
Joseph McCarthy i Roy Cohn durant les trobades Army-McCarthy.

El «terror lila» (en anglès Lavender Scare) fa referència a la por i a la persecució d'homosexuals en la dècada de 1950, similar a la persecució dels comunistes, l'anomenat Red Scare, el «terror vermell». El nom de la persecució va ser popularitzat per David K. Johnson basat en l'associació del color espígol amb l'homosexualitat, i és emprat en el seu llibre The Lavender Scare: the Cold War Persecution of Gais and Lesbians in the Federal Government.
A causa que la comunitat psiquiàtrica considerava l'homosexualitat com una malaltia mental, homes i dones homosexuals eren considerats susceptibles de xantatge, sent per tant un «risc per a la seguretat nacional». El 1950, el mateix any que el senador Joseph McCarthy va afirmar que hi havia 205 comunistes amagats en el Departament d'Estat dels Estats Units, John Puerifory, el sotssecretari d'estat, va afirmar que existia un «moviment clandestí homosexual» en el Departament d'Estat, així que el Govern va acomiadar a 91 empleats homosexuals per raons de seguretat. A causa de la majoria dels homosexuals en la dècada de 1950 no ho eren públicament, i alguns fins i tot estaven casats amb persones d'altre sexe, McCarthey va assumir que els comunistes farien xantatge als homosexuals al govern federal i els forçarien a revelar informacions secretes al Govern dels Estats Units.
Irònicament (però no públicament conegut fins a dècades més tard), McCarthy va contractar a un conseller cap del seu sub-comitè del Congrés que era homosexual, Roy Cohn. Junts, McCarthy i Cohn van ser responsables d'acomiadar a una multitud d'homes homosexuals que eren funcionaris; alguns van arribar a perdre les seves cases i la seva família, alguns van arribar a suïcidar-se.
S'han suggerit diverses raons per al fenomen del terror lila, inclòs la creixent visibilitat de l'homosexualitat, canvis en el pensament conspiratiu, una crisi percebuda en la masculinitat als Estats Units i un esforç polític per erradicar als conservadors del New Deal. Una altra raó era que consideraven l'homosexualitat tan immoral com el comunisme. A causa que els homosexuals actuaven amb tant secret i es relacionaven en grups tancats, eren considerats com a similars als partisans comunistes i igual de vergonyós.